# Koekoertli-Kolbasji
De Koekoertli-Kolbasji (Russisch: Кукуртли-Колбаши) is een 4.978 m hoge berg in het Russische deel van de Grote Kaukasus. De berg ligt in de Republiek Karatsjaj-Tsjerkessië, ten noorden van de grens met Georgië en ten westen van de grens met Kabardië-Balkarië. Het is het dominantiereferentiepunt voor de hoogste berg van de Alpen, de Mont Blanc.
De berg ligt op de westelijke schouder van de Elbroes, ongeveer 2 km ten zuidwesten van de top van de Elbroes, en loopt naar het westen af met een 600 meter hoge, bijna verticale wand. Het hoogste punt van deze muur, 4.639 m, wordt in Russische publicaties meestal gegeven als de hoogte van Koekoertli en niet de hoogte van de top van de berg. De top van de berg wordt de Koepel (Russisch: Купол) genoemd.
Ten zuiden van deze top leidt een zelden gebruikte route naar de Elbroes. Net als bij de "zuidelijke route" van de Elbroes is de start aan het einde van de Baksan-vallei. In tegenstelling tot de normale route zijn er geen berghutten langs de beklimmingsroute. Al het materiaal en eten moet door de klimmers zelf gedragen worden.